# Alborada (Guerrero)
Alborada es una localidad del estado mexicano de Guerrero. Es parte del municipio de Acapulco de Juárez.

## Demografía
| Censo | Población |
| ----- | --------- |
| 2000  | 182       |
| 2010  | 1 018     |
| 2020  | 1 031     |